# Лангдок
Лангдок (фр. Languedoc, оксит. Lengadòc) је некадашња француска провинција, која данас представља највећи део француског региона Лангдок-Русијон, део региона Средишњи Пиринеји и мали део региона Рона-Алпи. Површина Лангдока је 42.700 km². Налази се у средишњем делу јужне Француске. На истоку излази на Лионски залив и реку Рона, док је на западу река Гарона граница према Гаскоњи.
Историјски главни град Лангдока је Тулуз, а други већи градови су Монпеље, Ним, Нарбон, Сет и Безије.

## Историја
Средоземну обалу Лангдока су у антици насељавали Грци, Феничани и Римљани. Касније су овде стигли Вандали, Западни Готи и Сарацени.
Име провинције потиче од имена локалних дијалеката (фр. Langues d’oc). 
- Види још: окситански језик

У касном Средњем веку Лангдок је био центар религијског покрета катара. Католичка црква их је прогласила јеретицима и повела Катарски крсташки рат против њих. Тврђава Монсегур је важила за главни град катара и пала је после десетомесечне опсаде. У 17. веку изграђен је канал миди који преко Лангдока повезује Атлантик са Средоземним морем.

## Економија
Лангдок има дугу традицију узгајања винограда и производње вина. Хиперпроизводња вина је 1970-их довела до проблема у Европској унији и лангдочким винима је наметнула репутацију јефтиних вина. Овај регион производи трећину грожђа које се обере у Француској. Гаји се још пиринач, воће и маслинке. У брдима се гаје овце и козе и производи сир. За приморски део Лангдока је карактеристичан риболов и туризам.